# Шмалена
Шмалена (рос. Шмалена; рум. Șmalena) — село в Рибницькому районі в Молдові (Придністров'ї).
Згідно з переписом населення 2004 року у селі проживало 88,6% українців.